# Stadtküche Zürich

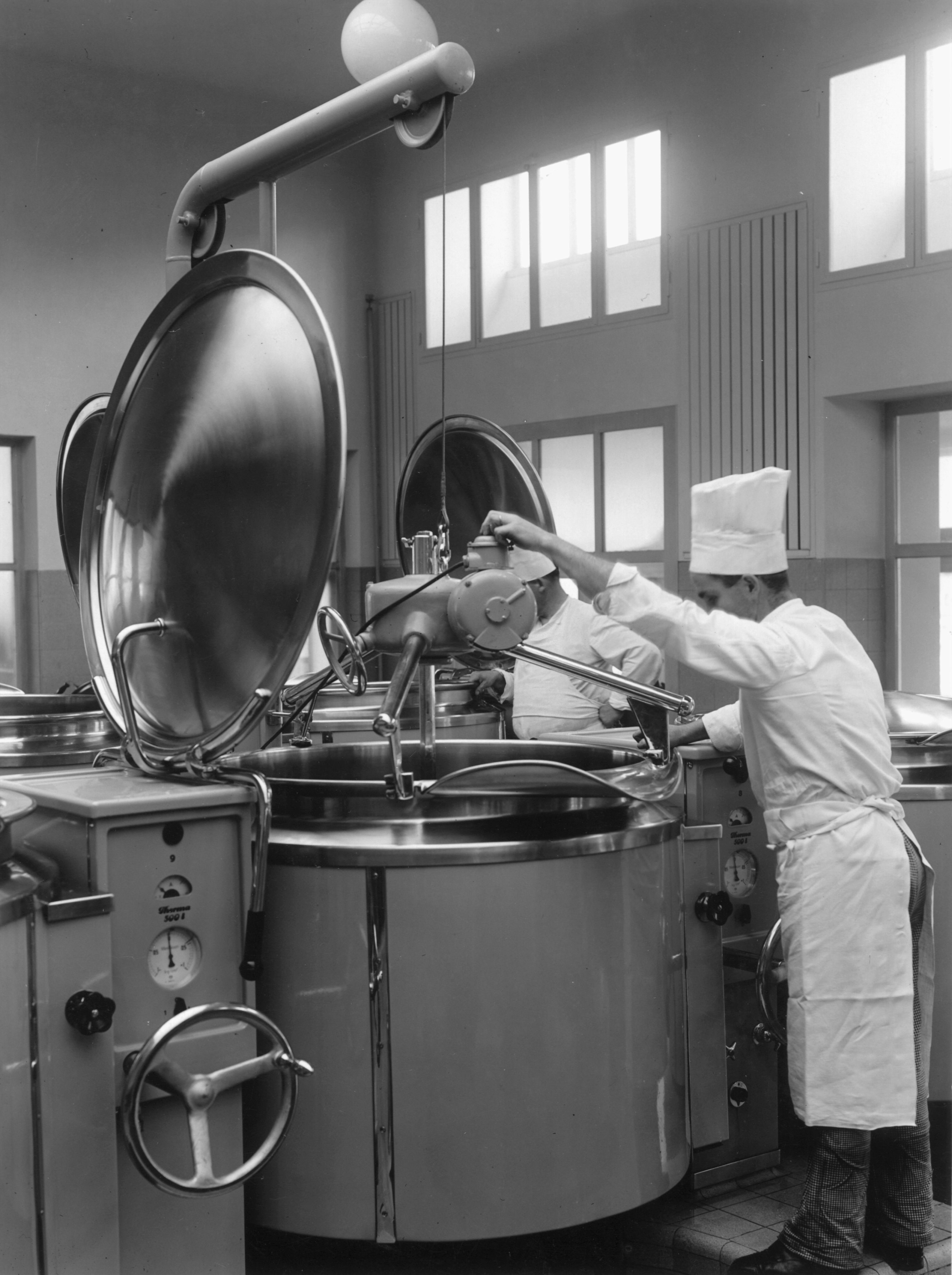
Stadtküche Zürich

Die Stadtküche Zürich war ein zentraler Cateringbetrieb der Stadt Zürich.
Täglich mit Mahlzeiten beliefert wurden Horte, Schulen, Altersheime, Pflegeeinrichtungen sowie städtische Kantinen und Cafeterien.

## Geschichte

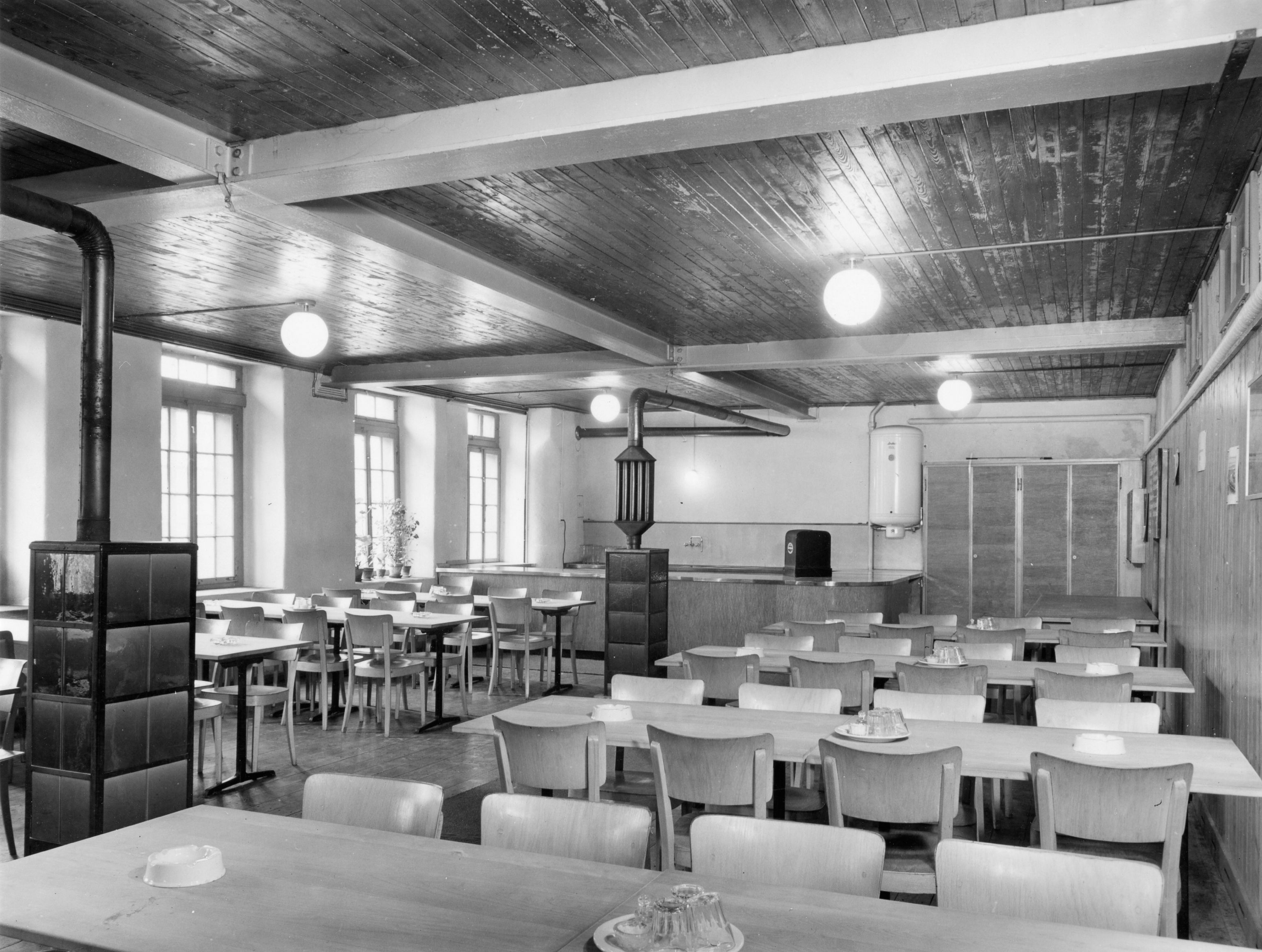
Volksküche Zürich an der Schipfe

Die Stadtküche wurde vom 1879 gegründeten Verein «Volksküche Zürich» als Volksküche Zürich mit einer Zentralküche an der Schipfe eingerichtet. Ihr Ursprung ging auf die Armenspeisung zurück. 1968 wurde die Volksküche Zürich in Stadtküche Zürich umbenannt.
In der Folge entwickelte sich diese soziale Institution, die bis Ende der 1990er Jahre organisatorisch dem Sozialdepartement zugeordnet war, zu einem Verpflegungsbetrieb der Stadt Zürich mit einem Umsatz von zuletzt rund 10 Millionen CHF.

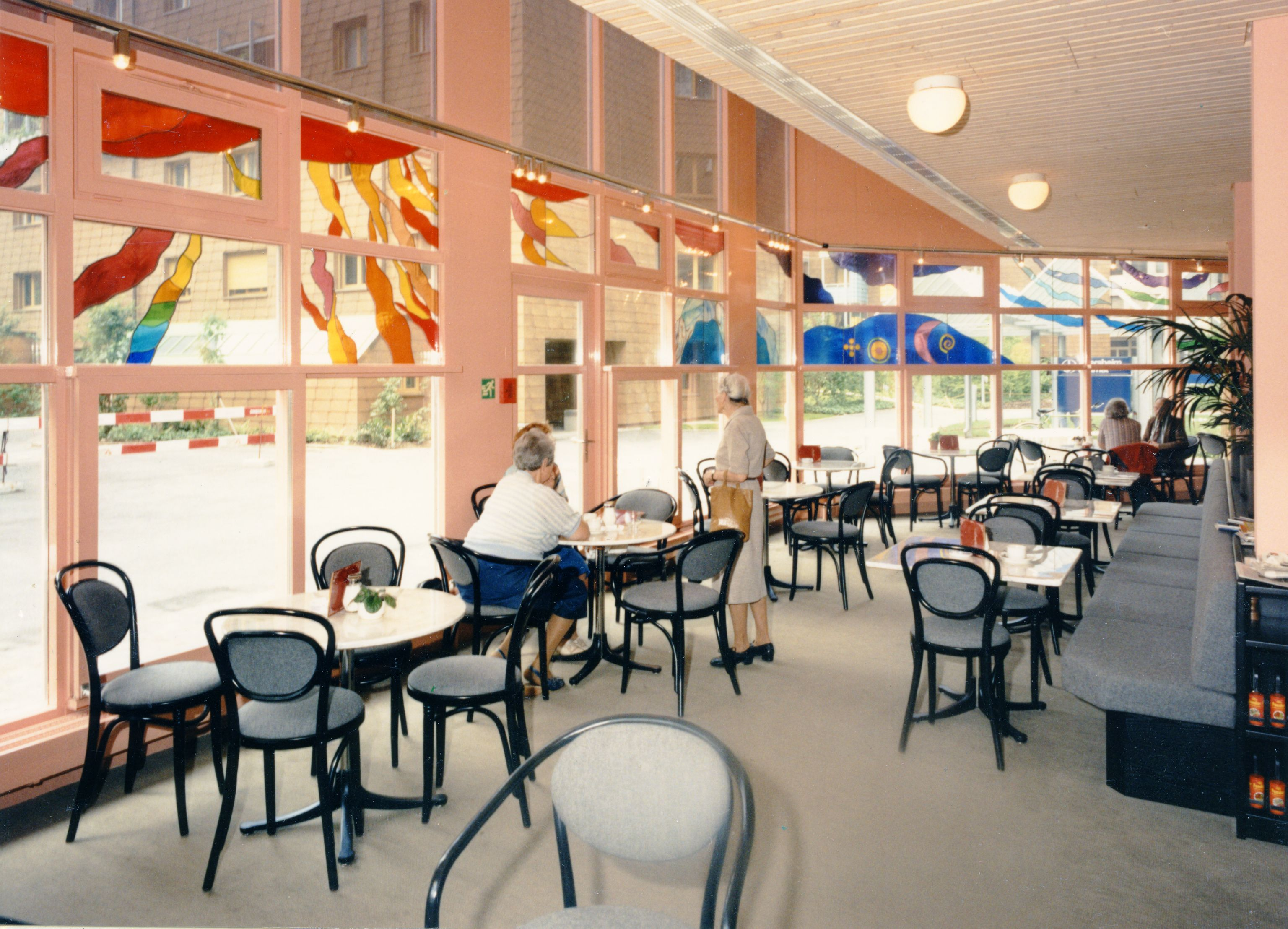
Stadtküche Zürich im Altersheim Limmat

Bis in die 1990er Jahre führte die Stadtküche 25 Speiselokale, Cafeterien und Personalrestaurants, produzierte Menüs für die städtischen Schulen und Altersheime sowie auch Seniorenmahlzeiten. Beschäftigt wurden im Küchenbereich auch Mitarbeiter, die nur schwer im ordentlichen Arbeitsmarkt zu vermitteln waren.
Ende der 1990er Jahre stand sie wegen eines hohen wiederkehrenden Betriebsdefizits kurz vor der Schliessung. Eine interdepartementale Arbeitsgruppe, die sich mit der Zukunft der Stadtküche eingehend befasste, kam zum Schluss, dass die Stadtküche vom Sozialdepartement ins Gesundheits- und Umweltdepartement überführt werden sollte, da dieses die grösste Produzentin von Mahlzeiten innerhalb der Stadtverwaltung war und deshalb ein großes Synergiepotenzial zu vermuten war.

### Neuzuordnung
Am 9. Juli 1997 beschloss der Stadtrat, die Zuständigkeit für die Stadtküche provisorisch vom Sozialdepartement auf das Gesundheits- und Umweltdepartement zu übertragen, am 29. Oktober 1997 stimmte der Stadtrat endgültig der Neupositionierung der Stadtküche im Gesundheits- und Umweltdepartement zu. Gleichzeitig wurde der Ausbau der Produktion in der Stadtküche und der sukzessive Ausstieg aus der Gastronomie ins Auge gefasst.

### Reorganisation und Neuausrichtung
Nach der erfolgten Reorganisation schloss die Stadtküche ab 2002 mit positiven Rechnungsergebnissen ab, oberste Priorität war aber weiterhin, die Stadtküche weiterzuentwickeln. Es bestand die Gefahr, dass der Umsatz der Stadtküche in den nächsten Jahren im besten Fall stagnieren würde: Zum einen war das stadtinterne Marktpotenzial bereits ausgeschöpft, zum anderen konnte die Stadtküche als städtischer Betrieb nur sehr zurückhaltend als Marktteilnehmerin auftreten – nur insoweit, als sich die Privatwirtschaft nicht offensichtlich konkurrenziert fühlte. Im Weiteren befand sich der von der Stadtküche avisierte Zielmarkt der Grossgastronomie im Umbruch: Es war eine starke Konzentration festzustellen, Produktionsbetriebe schlossen sich zusammen oder wurden aufgekauft und der Konkurrenzdruck nahm stetig zu. Aus diesen Gründen war vorauszusehen, dass die Existenz der Stadtküche in ihrer bisherigen Form früher oder später in Frage gestellt würde. Damit bestand die Gefahr, dass die Stadtküche im Falle einer möglichen Schliessung eines ihrer wichtigsten Tätigkeitsfelder, die preisgünstige Belieferung von Krippen, Horten und Schulen mit Mahlzeiten, hätte aufgeben müssen. Damit verbunden wäre auch ein Abbau der damals 50 Stellen in der Stadtküche gewesen.
Das vermutete Synergiepotenzial innerhalb des Gesundheits- und Umweltdepartements (GUD) konnte zudem nicht wie erwartet genutzt werden. Die Speiseproduktionsprozesse im GUD wurden im Hinblick auf eine Gesamtprozesskette (Verpflegung aus einer Hand) überprüft. Dabei ergab sich, dass die Verpflegung bzw. die Herstellung von Mahlzeiten für jede betroffene Dienstabteilung ein wichtiger strategischer Erfolgsfaktor darstellt, welcher stark mit dem eigentlichen Kerngeschäft verbunden und demzufolge eng mit den speziellen Bedürfnissen der Kunden verknüpft ist. Diese kundenspezifischen Bedürfnisse hätten mit einer Gesamtprozesskette bzw. mit deren Auswirkungen nicht mehr befriedigt werden können.

## Weiterentwicklung der Stadtküche
Ein Weg zur Weiterentwicklung lag im Zugeständnis eines genügenden unternehmerischen Gestaltungsspielraums an die Stadtküche, welcher nur durch einen unbeschränkten Marktzugang sichergestellt werden konnte, der jedoch aufgrund des bisherigen Status der Stadtküche als Dienstabteilung der Stadt Zürich nicht bestand. Aufgrund ihrer geringen Marktgrösse war die Stadtküche im hart umworbenen Markt auf eine starke Partnerin angewiesen, die es ihr ermöglichte, einerseits weiterhin unternehmerisch wirksam tätig zu sein, einen grösseren Umsatz zu erzielen und Investitionen in die Produktentwicklung bzw. in den Betrieb zu tätigen und so die günstige Verpflegung von Kindern in städtischen Krippen, Horten und Schulen zu garantieren und anderseits die Stellen der Mitarbeitenden der Stadtküche zu erhalten.

## Zusammenarbeit mit Partnerin
Anfang 2003 wurden Kontakt zur gemeinnützigen Stiftung DSR aufgenommen. DSR ist der zweitgrösste Schweizer Caterer mit Sitz in Rolle und führt Personalrestaurants und Cafeterien. Nachdem DSR zunächst ausschliesslich in der französischen Schweiz tätig war, expandierte das Unternehmen im Jahr 2000 in die Deutschschweiz und eröffnete in Zürich eine Niederlassung.
DSR als Caterer und die Stadtküche als Herstellerin von Menüs und Menükomponenten bearbeiteten identische Marktfelder; trotzdem bestand keine direkte Konkurrenzsituation, weil sich die beiden genannten Geschäftstätigkeiten komplementär verhielten. Diese Argumentation erleichterte einerseits die Gesprächsaufnahme zwischen Vertretern der beiden Institutionen und eröffnete andererseits für beide Seiten neue Entwicklungsperspektiven. Im Frühsommer 2003 kamen DSR und die Stadtküche zum Schluss, die Option für eine zukünftige Zusammenarbeit ernsthaft zu prüfen. Im Februar 2004 wurde die Absichtserklärung zur Aufnahme von definitiven Verhandlungen zwischen der Stadt Zürich, bzw. dem Gesundheits- und Umweltdepartement, und DSR beidseitig unterzeichnet.

## Gründung einer Betriebsgesellschaft mit DSR

### Art der Zusammenarbeit
Ziel war es, per 1. Januar 2005 eine von der Stadt Zürich und DSR gemeinsam getragene Betriebsgesellschaft in Form einer Aktiengesellschaft (mit Sitz in Zürich, Sihlquai 340) zu gründen. Es bestand die Absicht, einen gemeinsamen Marktauftritt sowie eine gemeinsame Marktbearbeitung in jenen Teilsegmenten der Gastronomiebranche zu realisieren, in denen ein Synergieeffekt von DSR, Niederlassung Deutschschweiz, und der Stadtküche am wirkungsvollsten entfaltet werden kann. Die Betriebsgesellschaft sollte sich auf das Marketing, den Verkauf und das Kundenmanagement konzentrieren. Die Stadtküche beschränkte sich ab diesem Zeitpunkt auf die Produktion.

### Beteiligung
Die DSR Participations S.A., Rolle, beteiligte sich mit 60 % und die Stadt Zürich mit 40 % an der Betriebsgesellschaft. Das Aktienkapital beträgt bis heute CHF 600‘000.-
Mit der Mehrheitsbeteiligung von DSR hatte die Betriebsgesellschaft als privatwirtschaftliches Unternehmen die Möglichkeit, frei auf dem Markt aufzutreten. Im Gegenzug wurde sichergestellt, dass mit einer 40 %-Beteiligung die Interessen der Stadt Zürich dennoch gewahrt und gleichzeitig die produktspezifischen Kernkompetenzen der Betriebsgesellschaft in der Stadtküche erhalten blieben. Die beiden Parteien einigten sich auf den Namen Menu and More AG für die neu entstandene Aktiengesellschaft. Am 24. Juni 2004 hat der Stadtrat der Gründung der Menu and More AG sowie der Beteiligung der Stadt Zürich an dieser Gesellschaft mit 40 % des Aktienkapitals zugestimmt. Die übrigen 60 % des Aktienkapitals wurden von der DSR gehalten. Menu and More AG wurde ab dem 1. Januar 2005 operativ tätig.
Auf 1. Januar 2015 wurde das Unternehmen von DSR in Eldora AG umbenannt. Das Aktienkapital der Gesellschaft Eldora AG wird nach wie vor gänzlich von der DSR-Stiftung gehalten. Die Marke DSR ist seit dem Namenswechsel in der Schweizer Gemeinschaftsgastronomie nicht mehr anzutreffen.

### Marktauftritt
Mit den langjährigen Kernkompetenzen der beiden Partnerinnen gelang es der neu gegründeten Menu and More AG, die neuen Geschäftsfelder aufzubauen und diese aufgrund der sich verändernden Nachfrage zu einer neuen Marktstrategie zu verbinden, welche sich eindeutig sowohl von jener des klassischen Caterers als auch von jener des Herstellers unterschied. Für die Stadtküche hatte die Gründung der Menu and More AG zur Folge, dass sie sich ganz von der direkten Marktbearbeitung zurückzog und sich im Auftrag der Menu and More AG ausschliesslich auf die Herstellung von Produkten beschränkte, die unter deren Namen vertrieben wurden. Alle Kunden der Stadtküche wurden von Menu and More AG übernommen und von dieser zu unveränderten Konditionen beliefert. Mit diesem Schritt blieb die Stadtküche als Dienstabteilung der Stadt Zürich bis auf weiteres erhalten. Sie war bis Ende 2010 für die Produktion (von der Produktionsplanung bis und mit der Produktherstellung) zuständig. Marketing und Verkauf (inkl. Distribution) arbeiteten hingegen ab diesem Zeitpunkt unter dem Namen von Menu and More AG, wobei sämtliche Mitarbeitenden bei der Stadtküche angestellt blieben und im notwendigen Umfang gegen eine Entschädigung an Menu and More AG ausgeliehen wurden.

### Marktbearbeitung
Die Menu and More AG ist dort aktiv, wo in der Gemeinschaftsgastronomie vor Ort die Kücheninfrastruktur eingeschränkt ist oder fehlt. Ausschlaggebend ist, dass Produkte und Vertrieb aus einer Hand kommen und massgeschneiderte Produkte für die Alltagsverpflegung im umkämpften Verdrängungsmarkt preisgünstig und von guter Qualität angeboten werden. Der Zielmarkt der Menu and More AG ist die Gemeinschaftsgastronomie. Dazu gehören institutionelle Verpfleger von Mittagstischen wie zum Beispiel Schulhorte oder Kinderkrippen.

### Verkauf und Auflösung der Stadtküche
Nach dem Entscheid des Stadtrates am 25. Februar 2009 hatte am 3. März 2010 auch der Gemeinderat der Stadt Zürich mit deutlicher Mehrheit grünes Licht zur Privatisierung der Stadtküche gegeben. Da die Stadtküche in der Gemeindeordnung der Stadt Zürich namentlich erwähnt war, hatte das Stimmvolk am 13. Juni 2010 das letzte Wort. Dieses stimmte dem Antrag des Stadtrates – wenn auch knapp – mit 51.0 Ja-Anteil zu. Dieser Entscheid hatte zur Folge, dass die Stadtküche als Dienstabteilung des Gesundheits- und Umweltdepartements per 31. Dezember 2010 verkauft und aufgelöst und zum 1. Januar 2011 in die seit 2004 bestehende Menu and More AG integriert wurde. Die Mitarbeitenden wurden mittels Personalüberleitungsvertrag in die Menu and More AG überführt und von dieser mit privatrechtlichem Arbeitsvertrag (unter Gewährung einer Besitzstandgarantie) angestellt. Mit einer Abschiedsfeier am 17. Dezember 2010 fand die 131-jährige Geschichte der Stadtküche ihr Ende.

## Die Menu and More AG
Die „Menu and More AG“ ist heute eine spezialisierte Anbieterin für die Zubereitung und Lieferung von Mahlzeiten für die Schul- und Krippenverpflegung und erwirtschaftet einen jährlichen Umsatz von rund CHF 15 Mio. Menu and More verpflegt täglich über 12'000 Kinder und Jugendliche.